# Pekingkom
De Pekingkom te Baarn is een voormalige vijver in het oude bos van het Pekingpark.

## Geschiedenis
Aan het einde van de 18e eeuw heeft Reinhard Scherenberg in Baarn twee landhuizen in Pagodevorm laten bouwen. Hij noemde deze landhuizen “Cleyn Peking” en “Canton”. Cleyn Peking werd gebouwd tegenover de huidige Torenlaan. 
Vóór Cleyn Peking had Scherenberg een vijver laten graven. Deze vijver heette eerst de “Scherenbergkom”, naar Reinhard Scherenberg. De vijver is later Pekingkom genoemd. 

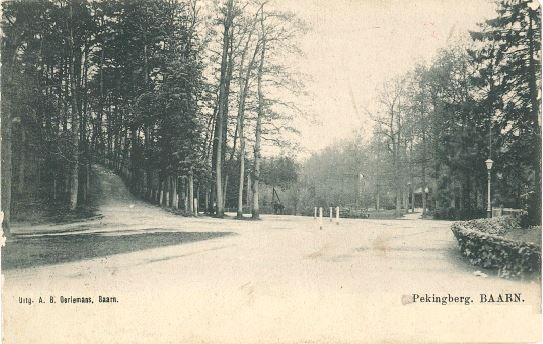
Pekingberg

## Demping
In de jaren 1922/1923 is het Pekingbos gekapt en is de Pekingkom gedempt. Dit is gedaan met het zand van de naastgelegen Pekingberg en met het zand van het spoorravijn in Baarn welke in 1922 werd verbreed. 

## Bebouwing
In dit oude Pekingbos is vanaf 1923 een nieuwe woonwijk gebouwd, te weten het Pekingpark. De wijk wordt begrensd door de Stationsweg, Torenlaan en de Vondellaan. Straten in de wijk zijn de Vondellaan, Da Costalaan, Bilderdijklaan, De Genestetlaan, Nicolaas Beetslaan, Torenlaan, Kettingweg en een deel van de Javalaan. In de wijk staan enkele gemeentelijke monumenten.